# Dublin Chess Club
Dublin Chess Club – irlandzki klub szachowy z siedzibą w Dublinie.

## Historia
Klub został założony w 1867 roku, pierwszym prezesem został E.J. Cordner. Początkowo funkcjonował pod nazwą The City and County of Dublin Chess Club, obecną nazwę nadano w 1885 roku. W pierwszej dekadzie istnienia klub rozegrał mecze korespondencyjne z London Chess Club (1868) i Glasgow Chess Club (1873). W 1887 roku rozegrano towarzyski mecz z Belfast Chess Club, w późniejszym czasie grano także z innymi klubami. W XIX wieku gośćmi klubu byli Johannes Zukertort, Wilhelm Steinitz, Jacques Mieses, Géza Maróczy i Emanuel Lasker. W 1910 roku Dublin Chess Club po raz pierwszy wygrał Armstrong Cup (do 2024 roku triumfował w tych rozgrywkach łącznie 33 razy, co jest rekordem pucharu). W trakcie I wojny światowej klub nie zawiesił działalności, jednak tuż po wojnie nastąpił kryzys związany z odpływem członków. W okresie międzywojennym klub wzmógł działalność: organizowano coroczne mecze z Belfastem oraz spotkania m.in. z Liverpool Chess Club, Manchester Chess Club i Imperial Chess Club. Podczas II wojny światowej Dublin Chess Club funkcjonował w ograniczonym zakresie. W 1958 roku pierwszy raz w swojej historii Dublin Chess Club wygrał National Club Championship, pokonując w finale Derry Chess Club. Ten sam wynik powtórzono dwa lata później, a także w 1965 roku. W 1966 roku klub uległ w finale Queen’s University Belfast, a w 1971 roku wygrał rozgrywki po pokonaniu Bellevue Chess Club. W 1981 roku Dublin zajął drugie miejsce w mistrzostwach, za University College Cork, a w następnym roku zdobył tytuł. W 2000 roku stołeczny klub uległ jedynie Bray Chess Club. W 2001 roku Dublin Chess Club zadebiutował w Pucharze Europy. W tych rozgrywkach irlandzki klub wygrał jeden mecz – z K Antwerpse SK, przegrał pięć spotkań i został sklasyfikowany na przedostatnim, 38. miejscu. W 2004 roku zespół zajął trzecie miejsce w krajowych rozgrywkach, ponadto po raz drugi rywalizował w Pucharze Europy. W europejskim pucharze klub wygrał wówczas z Nidum Chess Club i Le Cavalier Differdange, zremisował z TED Ankara Kolejliler i przegrał cztery mecze, zajmując w końcowej klasyfikacji 29. pozycję. W 2018 roku klub uzyskał wicemistrzostwo Irlandii. W Pucharze Europy zespół zajął 50. miejsce (m.in. zwycięstwa z S.S. Lazio Scacchi i Ballinasloe Chess Club).